# Alcis nigrocinctata
Alcis nigrocinctata là một loài bướm đêm trong họ Geometridae.